# プルセマ・マラン
プルセマ（インドネシア語: Persema、プルセマはPersatuan Sepak Bola Malangの略称であり、マランサッカー協会を意味する）は、インドネシア・東ジャワ州のマランを本拠地とするサッカークラブである。インドネシアメディアの間では、一般には略称に含まれているマランをつけたプルセマ・マランという名称で呼ぶことが多い。プルセマ・マランはインドネシアのサッカーリーグ、リーガ・プレミア・インドネシア（LPI）に参戦している。

## 歴史
プルセマ・マランはマラン市の自治体予算の中から融資を受け、1953年に正式に設立された。プルセマはLPIの初公式試合を開催し、公共自治体の融資を受けることを止めた2011年1月までインドネシア・スーパーリーグに所属していた。同じマランを本拠地とするライバルサッカークラブ、アレマ・マランはインドネシア・スーパーリーグで最も優勝回数の多いクラブである。プルセマのニックネームは「Laskar Ken Arok」、ホームスタジアムはガジャヤナ・スタジアムである。
プルセマはインドネシア・スーパーリーグ所属期間中において優勝経験がなく、リーグ戦では中位から下位を定位置としていた。クラブは2003年にインドネシアリーグ・ディヴィジョン1（国内3部リーグに相当）まで降格したが、2シーズン後に2部リーグに復帰した。プルセマは2008年には再び1部リーグであるインドネシア・スーパーリーグへの昇格を果たし、2011年にリーガ・プレミア・インドネシアへと所属リーグを移すまで1部リーグで戦った。
プルセマはイルファン・バフディムやキム・クルニアワンといった、U-23サッカーインドネシア代表にも選出された経験のあるヨーロッパ生まれのインドネシア人選手と最初に契約を交わした国内クラブとして有名である。彼らは2011年に選出されたが、彼らはインドネシアサッカー協会が国内の正式なリーグであると認めないLPIでのプレーを選択したため招集は見送られた。当時のプルセマ・マランの監督であるTimo Scheunemannはドイツ系インドネシア人であり、バフディムとクルニアワンにとって父親のような存在であった。生粋のインドネシア人ではないものの、インドネシア語とジャワ語の会話能力により、監督は地元のジャーナリストにも人気がある。